# Lisa Pleyer
Lisa Pleyer (* 4. Dezember 1978) ist eine österreichische Mountainbikefahrerin.

## Werdegang
Lisa Pleyer studierte Medizin und nahm in Salzburg an der Universitätsklinik eine Tätigkeit als Ärztin in der Onkologie auf.
2008 startete sie bei ihrem ersten Mountainbike-Marathon-Rennen.

Im August 2010 wurde Pleyer Vize-Staatsmeisterin im Hillclimb und im Juli 2012 wurde sie Zweite bei den Österreichischen Marathon-Meisterschaften in Schruns.

## Erfolge
2010
- Österreichische Meisterschaft, Hillclimb

2011
- Österreichische Meisterschaft, Kriterium

2012
- Österreichische Meisterschaft, Mountainbike-Marathon

## Teams
- 2011: Kuota Speed Queens
- 2012: Scappa Speed Queens